# کورولا
کورولا (به لاتین: Kevrola) یک منطقهٔ مسکونی در روسیه است که در استان آرخانگلسک واقع شده‌است.